# Sinalo Jafta
Sinalo Jafta (* 22. Dezember 1994 in East London, Südafrika) ist eine südafrikanische Cricketspielerin, die seit 2016 für die südafrikanische Nationalmannschaft spielt.

## Aktive Karriere
Ihr Debüt in der Nationalmannschaft gab sie in der WODI-Serie bei der Tour gegen Neuseeland im Oktober 2016. Zunächst spielte sie nur vereinzelte Touren. So war sie Teil des Teams bei der Tour in Bangladesch im Januar 2017 und gegen Pakistan im Mai 2019. Dabei absolvierte sie auch ihr erstes WTwenty20. Sie verpasste die Nominierung für den ICC Women’s T20 World Cup 2020 und kam erst 2021 wieder zurück ins Team. Im September 2021 bei der Tour in den West Indies konnte sie mit 28* Runs ihre bis dahin beste Batting-Leistung erzielen. Im Februar 2022 wurde sie für den Women’s Cricket World Cup 2022 nominiert, spielte dort jedoch nicht. Sie war auch im Team bei den Commonwealth Games 2022, konnte jedoch am Schlag nicht überzeugen. Im Oktober 2022 begab sie sich in eine Therapie bezüglich ihren Alkoholmissbrauchs der nach ihren Angaben auf Grund von Online-Mobbing entstand und plante mit dem Cricketspielen aufzuhören. Die Therapie endete im Dezember, bevor sie im Januar wieder im Nationalteam eingesetzt wurde. Auch beim ICC Women’s T20 World Cup 2023 war sie Teil des Teams und konnte dort unter anderem gegen Sri Lanka 15 Runs erzielen. Mit dem Team erreichte sie dann das Finale.